# 横井健一
横井 健一（よこい けんいち、1975年10月20日 - ）は、札幌テレビ放送（STV）の社員。元アナウンサー。
大阪府出身。同志社大学卒業後、1998年入社。同期入社のアナは中島静佳（現・フリーアナウンサー）、熊谷明美、吉川典雄。
2011年3月31日付けをもって、東京支社へ異動。新解釈・三國志の完成報告会見では大泉洋に質問をしている。2022年には同社の本社スポーツ事業部担当となっていることをブギウギ専務のツイッター（現X）にて公表。
学生時代はハンドボール部に所属していた。

## 過去の担当番組

### テレビ
- おしえて!北のなるほ堂
- ブギウギ専務（わくちん役）

### ラジオ
- 元気ジンジン（「喜瀬ひろしのときめきワイド」内）
- よこい君とおかもと君[リンク切れ]
- サンデーパラダイス
- ウイークエンドバラエティ 日高晤郎ショー
- STVアタックナイター 他スポーツ中継